# Monticello (Kentucky)
Monticello is een plaats (city) in de Amerikaanse staat Kentucky, en valt bestuurlijk gezien onder Wayne County.

## Demografie
Bij de volkstelling in 2000 werd het aantal inwoners vastgesteld op 5981.
In 2006 is het aantal inwoners door het United States Census Bureau geschat op 6106, een stijging van 125 (2,1%).

## Geografie
Volgens het United States Census Bureau beslaat de plaats een oppervlakte van
15,7 km², geheel bestaande uit land. Monticello ligt op ongeveer 353 m boven zeeniveau.

## Plaatsen in de nabije omgeving
De onderstaande figuur toont nabijgelegen plaatsen in een straal van 36 km rond Monticello.